# Giovanni Battista Falda
Giovanni Battista Falda, né à Valduggia le 7 décembre 1643 et mort à Rome le 22 août 1678, est un architecte, dessinateur et graveur italien connu pour ses vues gravées de Rome, notamment d'édifices, de fontaines et de jardins romains.

## Biographie
Envoyé à 14 ans à Rome, Falda est formé dans l'atelier de Gian Lorenzo Bernini, où il est remarqué par l'éditeur Giovanni Giacomo de Rossi, lequel lui apprend l'art de la gravure.
Falda est l'auteur de nombreuses vues gravées de Rome, appréciées des voyageurs du Grand Tour. Ses nombreuses estampes forment un répertoire dans lequel puiseront tous les védutistes romains qui lui succéderont. Son recueil le plus important est Il nuovo teatro delle fabriche, et edificii, in prospettiva di Roma moderna, paru en trois volumes, qui donne à voir la Rome moderne et les chantiers menés pendant les pontificats d'Alexandre VII et de Clément IX.
Giovanni Battista Falda est également l'auteur d'un plan axonométrique de Rome, publié en 1676.
Il meurt en 1678 à l'âge de 34 ans et est enterré à Santa Maria della Scala.

## Œuvre gravé
- Le fontane di Roma nelle piazze e luoghi publici della città, con li loro prospetti, come sono al presente.
- Villa Pamphilia : eiusque palatium, cum suis prospectibus, statuae, fontes, vivaria, theatra, areolae, plantarum, viarumque ordines, cum eiusdem villae absoluta delineatione
- Il nuovo teatro delle fabriche, et edificii, in prospettiva di Roma moderna ...
- Li giardini di Roma con le loro piante alzate e vedute in prospettiva (avec Simone Felice)
- Palazzi di Roma de' più celebri architetti
- Nuova pianta et alzata della città di Roma con tutte le strade, piazze et edificii de tempi, palazzi, giardini et altre fabbriche antiche e moderne come si trovano al presente nel pontificato di N.S. Papa Innocentio X con le loro dichiarationi nomi et indice copiosissimo